# Cattolica Eraclea
Cattolica Eraclea es una comuna italiana de la provincia de Agrigento, en Sicilia.

## Demografía
| Gráfica de evolución demográfica de Cattolica Eraclea entre 1861 y 2001 |
|                                                                         |
| Fuente ISTAT - elaboración gráfica de Wikipedia                         |